# Barei
Barei è un arrondissement del Benin situato nel comune di Djougou (dipartimento di Donga) con 10.584 abitanti (dato 2006).
Situato nella parte centrale del Benin, dista circa 400 km a nord dalla capitale Porto-Novo. Il terreno circostante è prevalentemente pianeggiante, mentre Barei è situato su una collina. Il punto più alto nelle vicinanze è a 490 metri sul livello del mare, a 1,1 km a sud di Barei. La regione è densamente popolata. Il comune più vicina è Djougou, a 11.2 chilometri ad est di Barei. Nell'area intorno a Barei vi sono diversi corsi d'acqua.